# FTPS
FTPS (comunament referit com FTP/SSL) és un nom usat per abastar un nombre de formes en les quals el programari File Transfer Protocol o FTP pot realitzar transferències de fitxers segures. Cada forma comporta l'ús d'una capa SSL/TLS sota el protocol estàndard FTP per xifrar els canals de control i/o dades. No s'ha de confondre amb el protocol segur de transferència de fitxers SFTP, el qual sol ser usat amb SSH.
L'ús més comú de FTP i SSL és:
- AUTH TLS o FTPS Explícit, nomenat pel comando emès per indicar que la seguretat TLS és obligatòria. Aquest és el mètode preferit d'acord amb el document RFC que defineix FTP sobre TLS. El client es connecta al port 21 del servidor i comença una sessió FTP sense xifrar de manera tradicional, però demana que la seguretat TLS sigui usada i realitza la negociació apropiada abans d'enviar qualsevol dada sensible.
- AUTH com està definit en el RFC 2228.
- FTPS Implícit és un estil antic, però encara àmpliament implementat en el qual el client es connecta a un port diferent (com per exemple el 990), i es realitza una negociació SSL abans que s'enviï qualsevol ordre FTP.

## Canals de dades
La comunicació pot ser o no ser xifrada al canal de comandaments, al canal de dades, o més sovint en tots dos. Si el canal d'ordres no es xifra, es diu que el procotol està usant un canal de comandaments en clar (CCC). Si el canal de dades no està xifrat, es diu que el protocol usa un canal de dades en clar (CDC).